# 원피스 19기
일본 애니메이션 《원피스》 19기 '홀케이크 아일랜드(Wholecake island)는 오다 에이치로의 원작 만화를 기반으로 도에이 애니메이션이 제작하고 미야모토 히로아키가 감독한 열아홉 번째 시즌이다. 회차는 총 95회 (783화 ~ 877화)에 달하며, 2017년 4월 9일 ~ 2019년 3월 24일일동안 방송되었다. 
홀케이크 아일랜드 편에서는, 밀짚모자 일당이 빅맘해적단에게 정략결혼을 이유로 끌려간 상디를 탈취하는 스토리로 진행된다. 빅맘해적단에게 납치된 상디를 구출하기 위해 짠 빅맘 암살 작전에 동참한 태양해적단 선장 징베, 최학의 세대의 카포네 '갱' 벳지, 그리고 펑크 하자드 편에서 나왔던 시저 클라운과 동맹을 맺고 빅맘의 다과회때 빅맘을 암살하려고 해 빅맘의 보물인 카르멜 수녀의 액자까지 깨뜨리지만, 갑작스러운 패왕색에 무기가 모두 깨져버리며 실패한다.
그리고 곧바로 이어진 빅맘과 그녀의 장성들, 간부들의 추격에 대혼란이 펼쳐지고, 빅 맘의 갑작스러운 식탐앓이 때문에 적이고 아군이고 죄다 피해를 보는 상황이 발생한다. 빅 맘의 식탐앓이를 고칠 수 있는 방법은 오직 웨딩케이크 뿐. 빅 맘의 추격에 도망치던 도중 샬롯 푸딩과 시폰이 나타나 상디에게 웨딩케이크 제작을 위한 도움을 요청하였고, 상디는 이에 응하여 푸딩의 양탄자를 타고 미리 카카오섬에 가 케이크를 만들기로 한다.
대치 중이던 샬롯 카타쿠리를 거울 세계로 끌고 간 루피는 떡떡 열매의 능력자이자 빅맘 해적단의 최고간부인 삼장성중 하나인 샬롯 카타쿠리와 난타전을 벌이고, 카타쿠리를 상대하며 기어 4 스네이크 맨과 견문색 패기를 각성하는데 성공한다. 또한 웨딩케이크도 잘 만들어졌고, 빅맘에게 먹인 뒤 상디를 탈환해 홀케이크 아일랜드를 떠난다.